# Thiotepa
Thiotepa (INN, Tên hóa học: N,N′,N′′-triethylenethiophosphoramide) là một tác nhân alkyl hóa dùng để điều trị ung thư.
Thiotepa là một hợp chất phospho hữu cơ có công thức là SP (NC 2 H 4) 3. Nó là một analog của N,N′,N′′-triethylenethiophosphoramide (Tepa), trong đó có chứa phosphor tứ diện và có cấu trúc tương tự như phosphate. Nó được sản xuất bằng cách đun nóng aziridine với thiophosphoryl chloride.

## Lịch sử
Thiotepa được phát triển bởi công ty Cyanamid của Mỹ vào đầu những năm 1950 và báo cáo với các phương tiện truyền thông vào năm 1953. Năm 1959, thiotepa đã được đăng ký với Cơ quan Quản lý Thực phẩm và Dược phẩm Hoa Kỳ (FDA) như một liệu pháp điều trị cho một số bệnh ung thư rắn.
Vào ngày 29 tháng 1 năm 2007, Cơ quan Dược phẩm Châu Âu đã chỉ định thiotepa là thuốc mồ côi. Vào ngày 2 tháng 4 năm 2007, FDA Hoa Kỳ đã chỉ định thiotepa là phương pháp điều trị để sử dụng trước khi ghép tế bào gốc tạo máu. Adienne Pharma & Biotech (Ý), chủ sở hữu của thiotepa (Tepadina) áp dụng cho các chỉ định này.

## Sử dụng
Thiotepa được chỉ định để sử dụng kết hợp với các tác nhân hóa trị liệu khác. Điều này có thể có hoặc không có chiếu xạ toàn bộ cơ thể (TBI), như là một điều trị điều hòa trước khi ghép tế bào tiền thân tạo máu tự thân hoặc tự trị (HPCT) trong các bệnh về huyết học ở bệnh nhân trưởng thành và trẻ em. Những bệnh này bao gồm bệnh Hodgkin và bệnh bạch cầu. Thiotepa cũng được sử dụng với hóa trị liệu liều cao với sự hỗ trợ của HPCT để điều trị một số khối u rắn ở bệnh nhân người lớn và trẻ em.
Thiotepa được sử dụng trong giảm nhẹ của nhiều bệnh tân sinh. Các kết quả tốt nhất được tìm thấy trong điều trị ung thư biểu mô tuyến vú, ung thư biểu mô tuyến buồng trứng, ung thư tuyến giáp nhú và ung thư bàng quang. Thiotepa được sử dụng để kiểm soát tràn dịch nội sọ gây ra sự lắng đọng huyết thanh.

### Sử dụng nội tâm
Thiotepa được sử dụng như hóa trị trong tĩnh mạch trong ung thư bàng quang.
Nó có thể được sử dụng trong điều trị dự phòng để ngăn chặn sự gieo mầm của các tế bào khối u khi sinh thiết bàng quang; như một tác nhân bổ trợ tại thời điểm sinh thiết; hoặc như một tác nhân điều trị để ngăn ngừa tái phát sau khi cắt bỏ khối u bàng quang (cắt bỏ xuyên qua khối u bàng quang, TURBT). Đối với sử dụng trong tĩnh mạch, thiotepa được đưa ra trong 30   liều mg hàng tuần, trong bốn đến sáu tuần. Hiệu quả trong kiểm soát khối u có thể đạt tới 55 phần trăm. Độc tính chính của liệu pháp này là ức chế tủy xương do sự hấp thu toàn thân của thuốc.

## Tác dụng phụ
Tác dụng phụ chính của thiotepa là ức chế tủy xương dẫn đến giảm bạch cầu, giảm tiểu cầu và thiếu máu. Độc tính gan và phổi cũng có thể xảy ra.